# سباق طواف فرنسا 1962

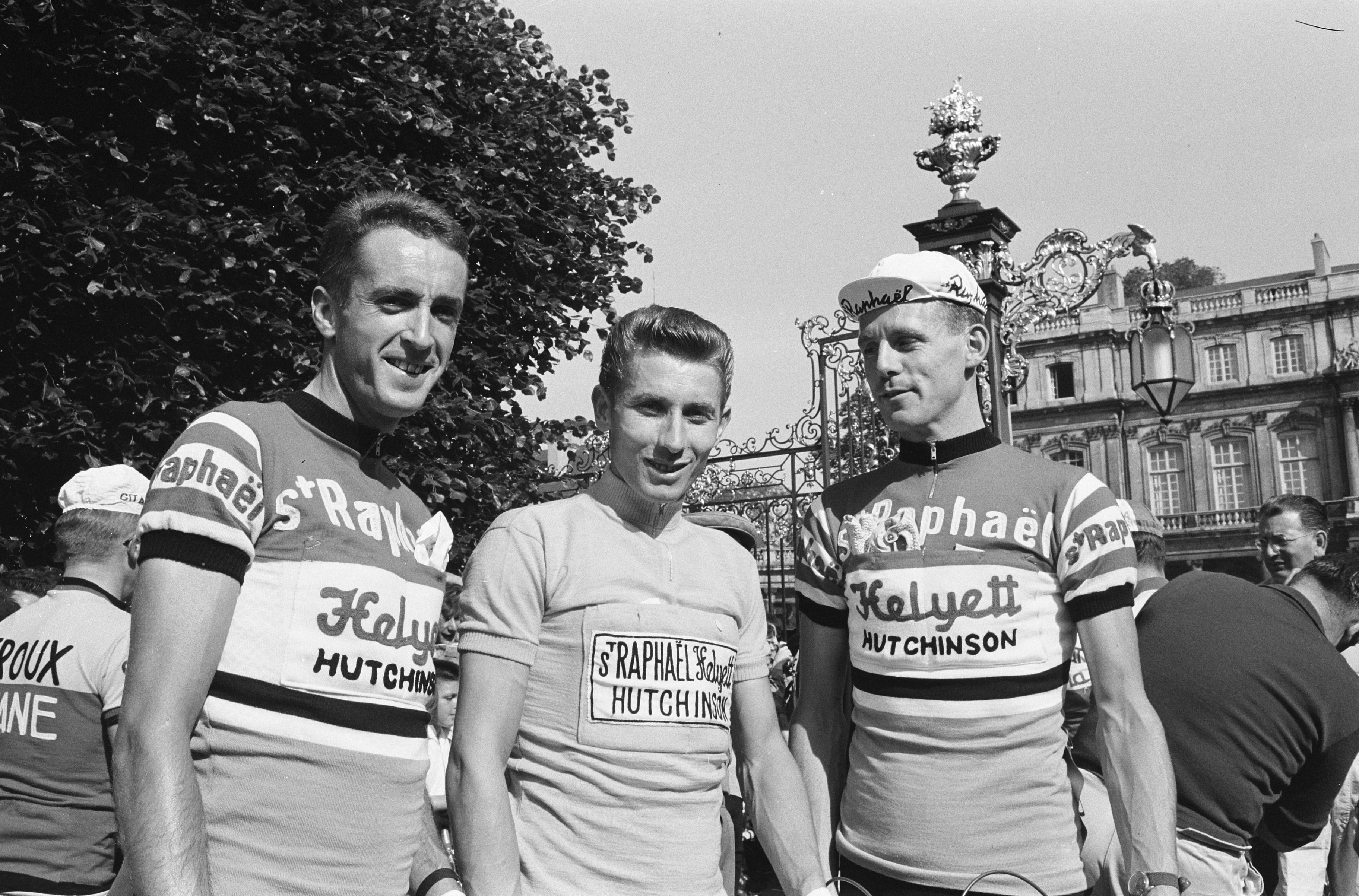
هاري بوت، جاك أنكيتيل، ميشيل ستوكر، ساحة لا كاريير (نانسي)، فريق سان رافائيل للدراجات، سباق فرنسا للدراجات 1962.

سباق طواف فرنسا 1962 من سلسلة سباقات سباق طواف فرنسا. أقيم هذا السباق في تاريخ 24 يونيو - 15 يوليو 1962 على 22 (24 including split stages) مراحل. بعد مرور 114 ساعة و31 دقيقة و54 ثانية وبعد طي 4274 كم بمتوسط 37.306 كم في الساعة فاز بالميدالية الذهبية جاك أنكويتيل من فرنسا، فيما حصد جيف بلانكارت من بلجيكا الميدالية الفضية، وكانت الميدالية البرونزية من نصيب رايموند بوليدور من فرنسا.

## الميداليات
| ذهب                  | فضة                   | برونز                   |
| جاك أنكويتيل - فرنسا | جيف بلانكارت - بلجيكا | رايموند بوليدور - فرنسا |